# Helgerum
Helgerums är en herrgård och ett tidigare säteri i Västrums socken i Västerviks kommun. Herrgården är belägen vid Helgerumsviken i Gåsfjärden. Omkring en kilometer söder om herrgården ligger Helgerums naturreservat.

## Historik

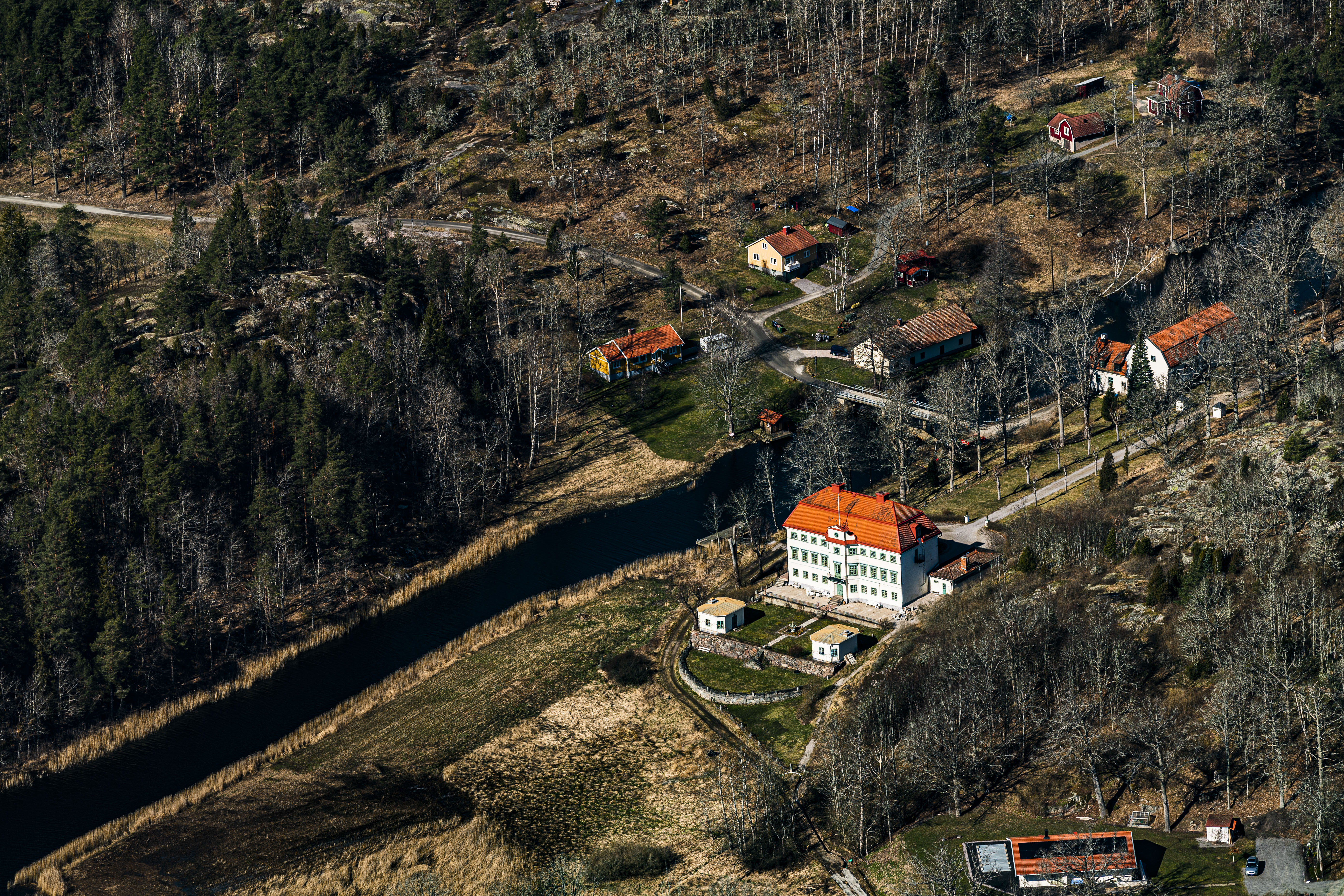
Flygfoto över Helgerum 2020.

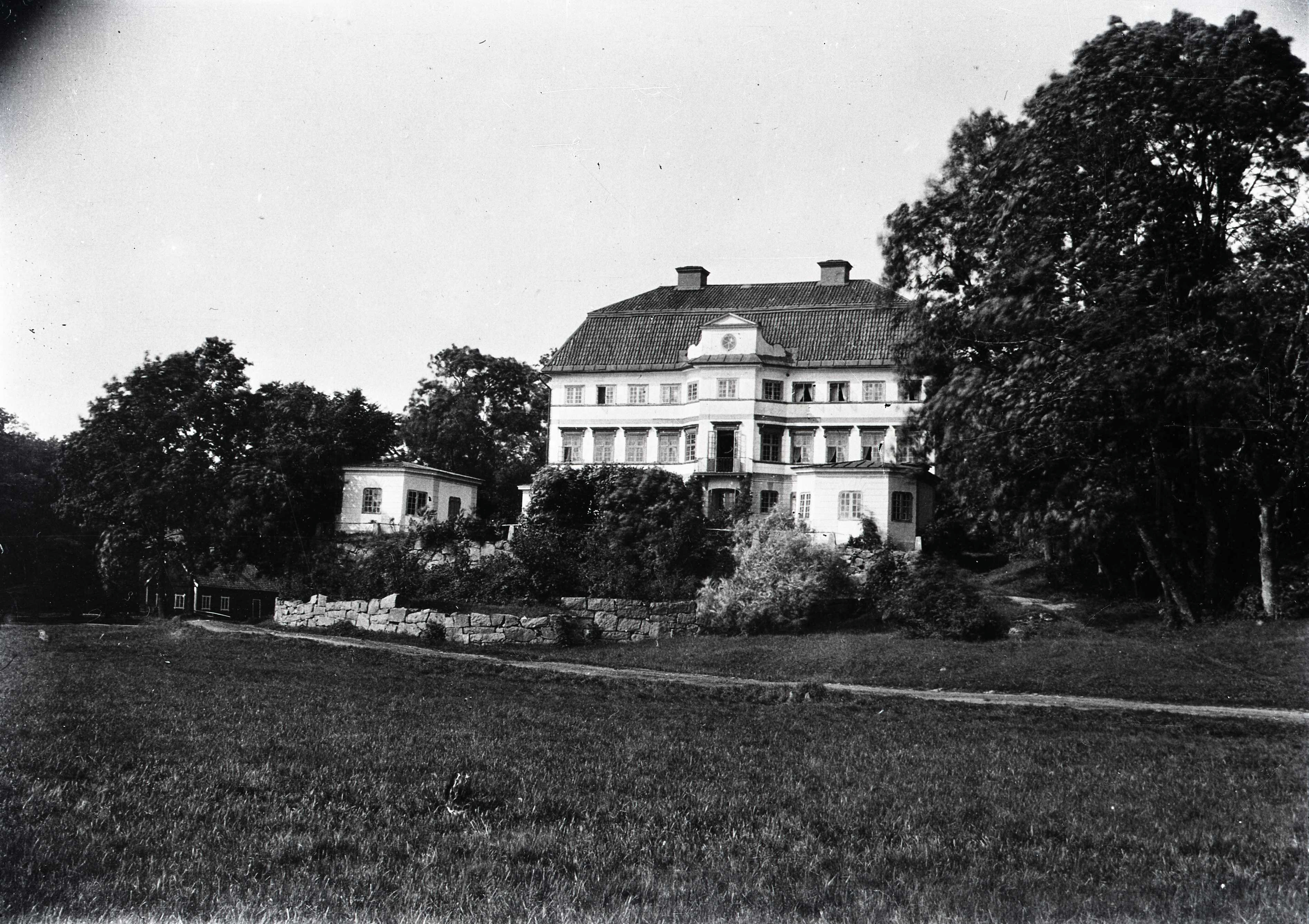
Helgerum från trädgårdssidan 1910.

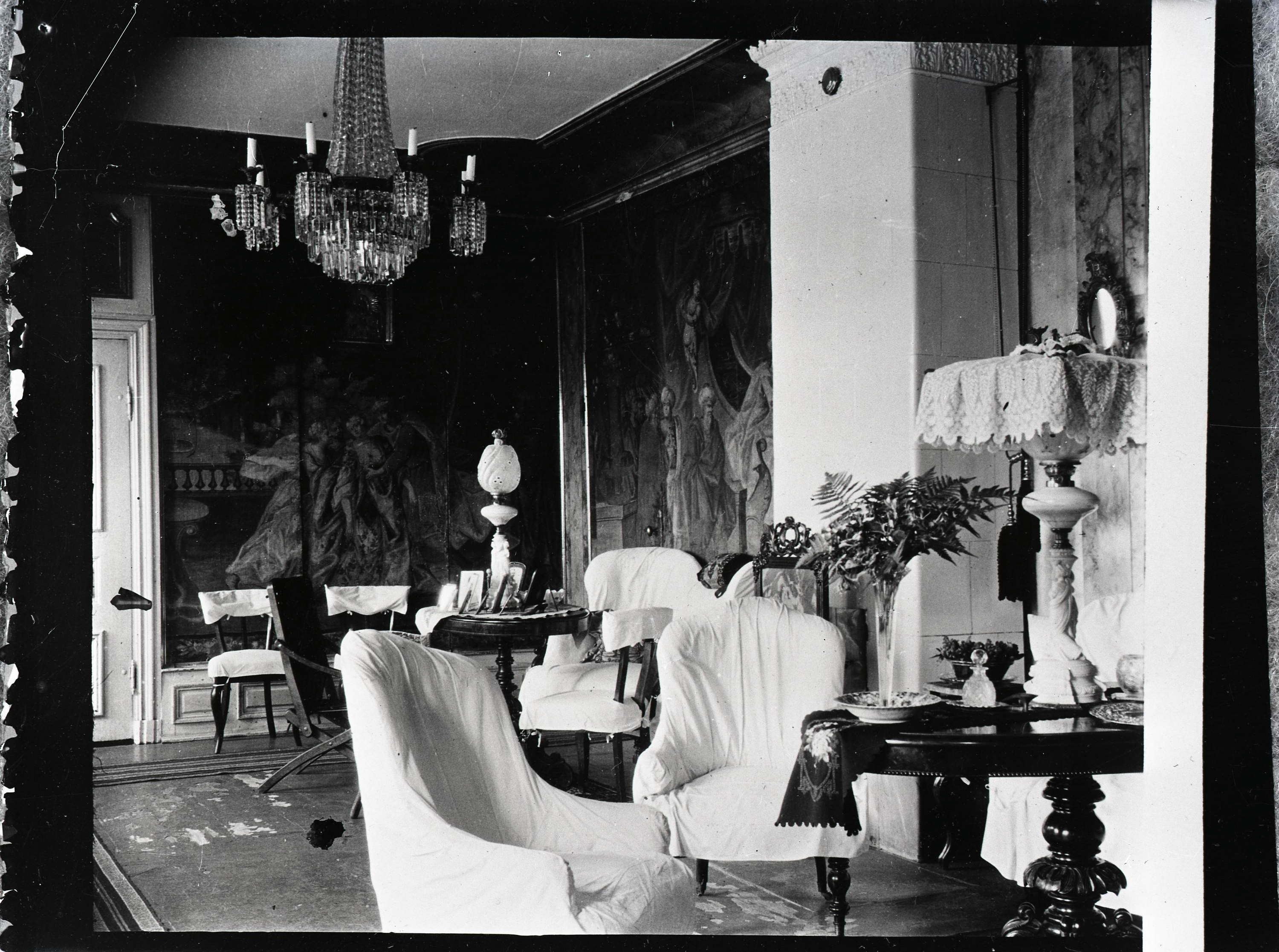
Långa förmaket på Helgerum cirka 1900.

Helgerum är nämnt första gången i 1543 års jordebok och gården tillhörde då Gladhammars rättardöme av Linköpings dekanat. Den drogs in till kronan av Gustav Vasa och såldes 9/10 1562 av Erik XIV till Charles de Mornay. Gården ärvdes av släkten Sparre, men såldes 1720. Den gick därefter i arv inom släkterna Cederflycht, Cederbaum, Hoppenstedt och Leijonhufvud till 1836. 1752 ärvde Peter Christoffer Bauman (adlad Cederbaum) Helgerum samt Ankarsrum i Hallingebergs socken. Precis när uppförandet av Helgerum började är osäkert men det nuvarande corps de logiet stod klart 1768. Vem arkitekten var är okänt. Av de två paviljongerna åt sjösidan inrättade han ett laboratorium och det andra blev ett mineralkabinett där han förvarade sin stora samling av mineraler som uppgick till cirka 3 000, en av de största och förnämsta i Sverige. Cederbaum (62) gick bort i Västervik 1795, tre år efter sin hustru och barnlös. Eftersom Cederbaum var barnlös ärvdes Helgerum av hans kusins dotter Emerentia Hoppenstedt.
Mellan åren 1925-1940 ägdes Helgerum av den kände amerikanska operasångerskan Sara Jane Cahier. Hon var gift med den svenske impressarion Charles Cahier (tidigare Gottfried Edvard Carlsson). Efter deras skilsmässa donerade paret Helgerum till Föreningen Svenska Tonsättares Internationella Musikbyrå (STIM) innan Sara Jane flyttade tillbaka till Amerika. Målet var att Helgerum skulle användas som vilo- och ålderdomshem åt kompositörer. STIM klarade dock inte av att driva verksamheten utan sålde godset fem år senare till Kalmar läns Köpmannaförbund som inrättade ett pensionat. Åtta år senare sålde även de Helgerum till Sven och Kerstin Wahlqvist som fram till 1973 hyrde ut huset till konferenser och fester. Idag är Helgerum privatägt.

## Ägarlängd
Herrgårdens ägarlängd:
- Medeltiden: Utgård under Fogelvik
- 1502: Magdalena Eriksdotter Gyllenstierna (genom arv)
- 1555: Anna Trolle (föregåendes dotter) (gift med Charles de Mornay)
- 1617: Kerstin Åkesdotter Bååt (föregåendes systerdotter) (gift Sparre)
- 1632 Johan Bengtsson Sparre (föregåendes son)
- 1655: Bengt Johansson Sparre (föregåendes son)

- 1698: Hans Andersson

- 1726: Anna Bengtsdotter (föregåendes dotter) (gift Cederflycht)
- 1752: Peter Christoffer Bauman (adlad Cederbaum) (genom arv)
- 1795: Emerentia Brita Hoppenstedt (genom arv)
- 1817: Baltzar Esaias Hoppenstedt (föregåendes brorson, genom arv)
- 1819: Sofia Emerentia Hoppenstedt (föregåendes dotter)
- 1836: Per Hammarskjöld (genom köp)
- 1842: Carl Adam Jacob Raab (genom köp)
- 1905: Conrad Cedercrantz (genom köp)

– Flera ägare –
- 1909 AB Helgerum-Totebo
- 1917: Helge Bäckström
- 1925: Sarah Jane Cahier (slottet, genom köp)
- 1940: STIM
- 1945: Kalmar läns köpmannaförbund (genom köp)
- 1953: Sven och Kerstin Wahlquist (genom köp)

## Bilder

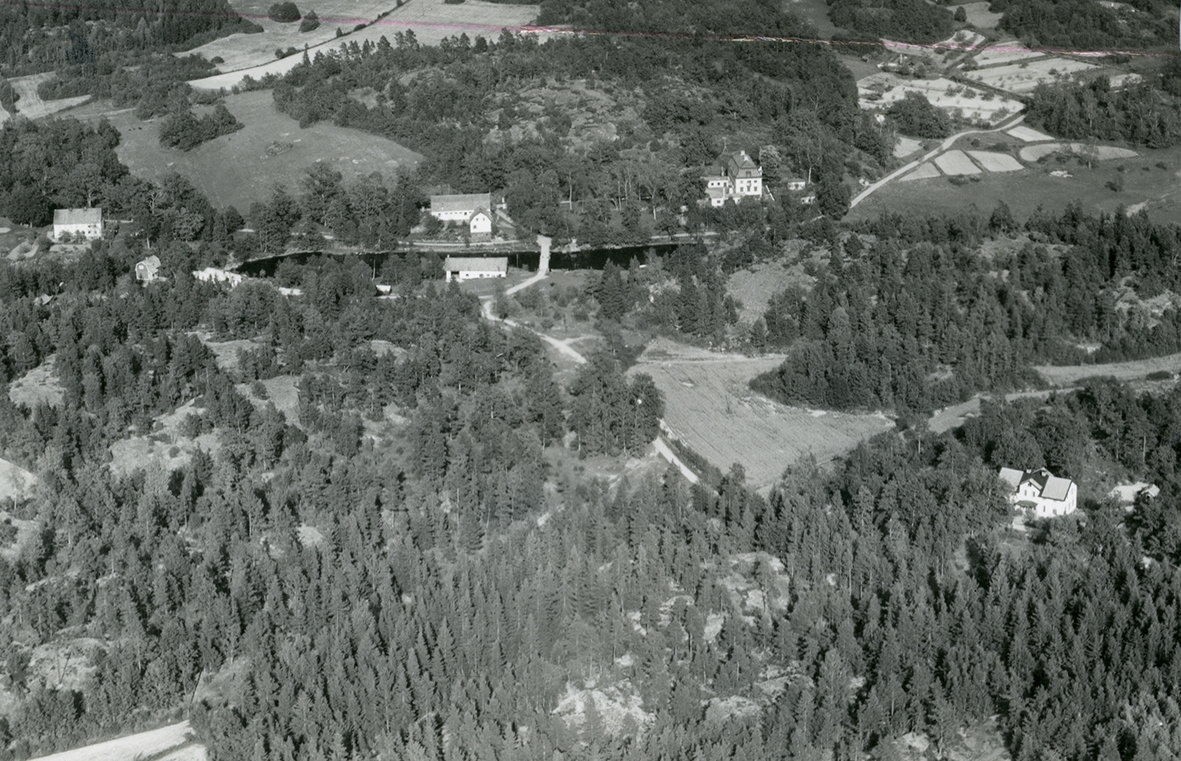
Flygfoto 1950.
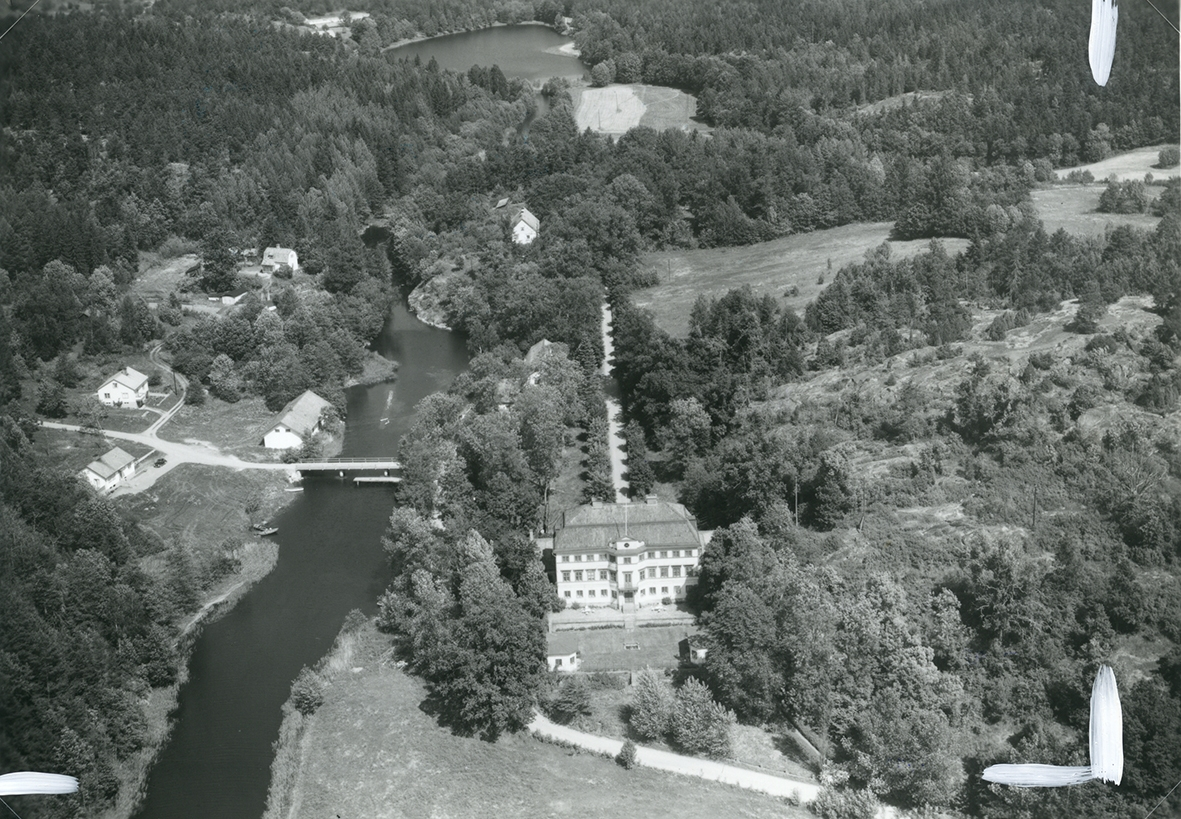
Flygfoto 1964.
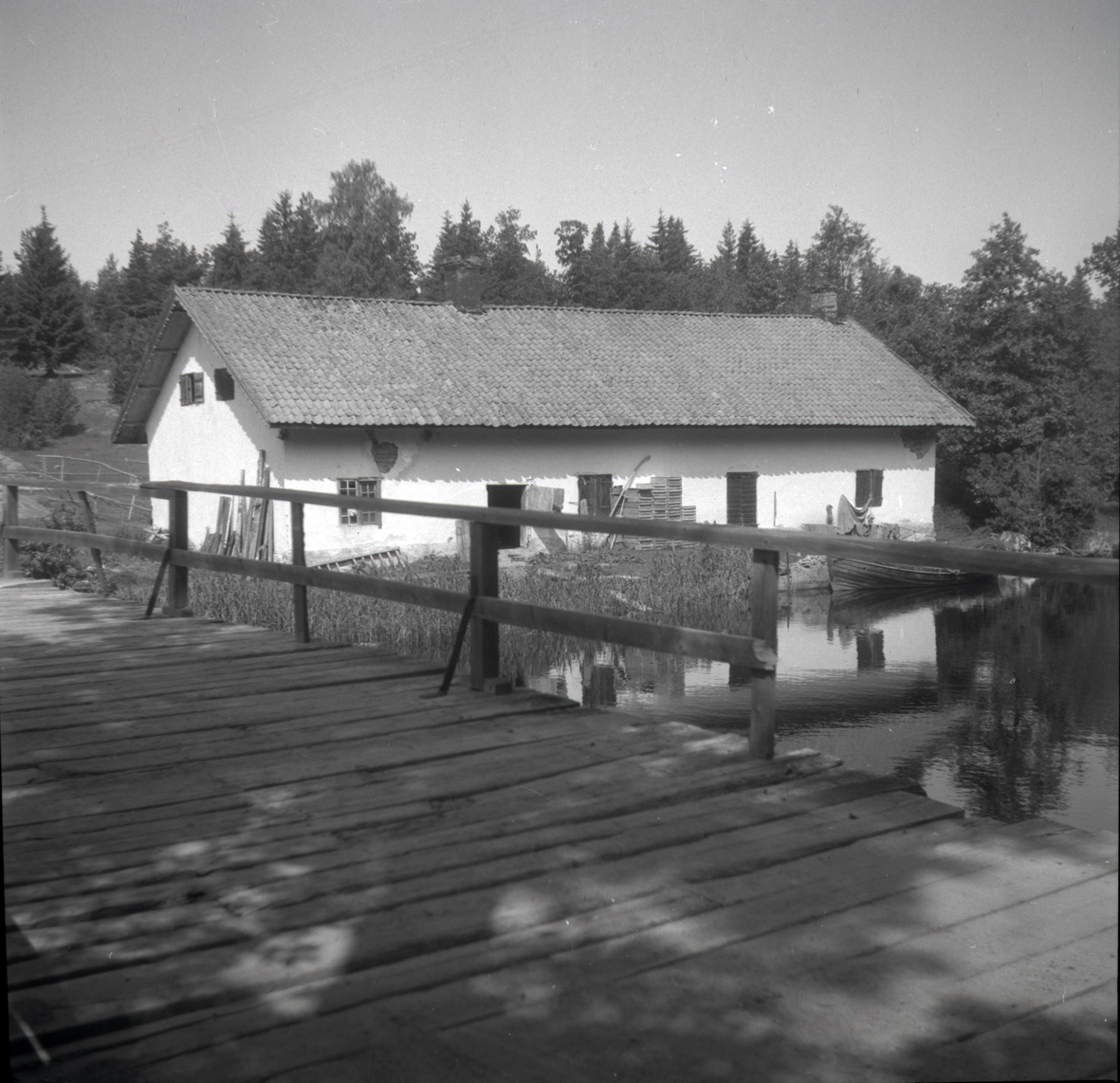
Bränneriet 1948.
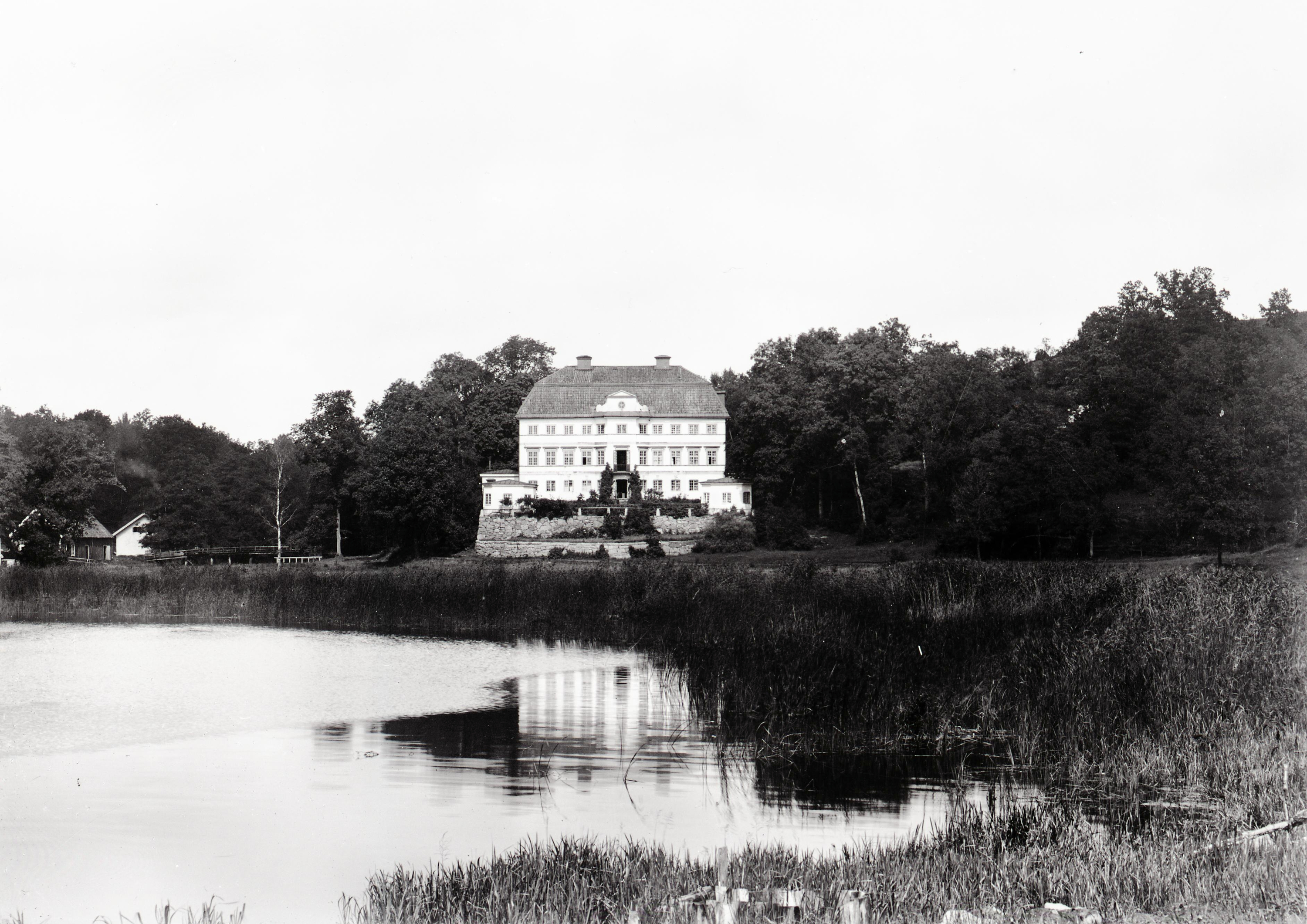
Helgerum från fjärden 1910.
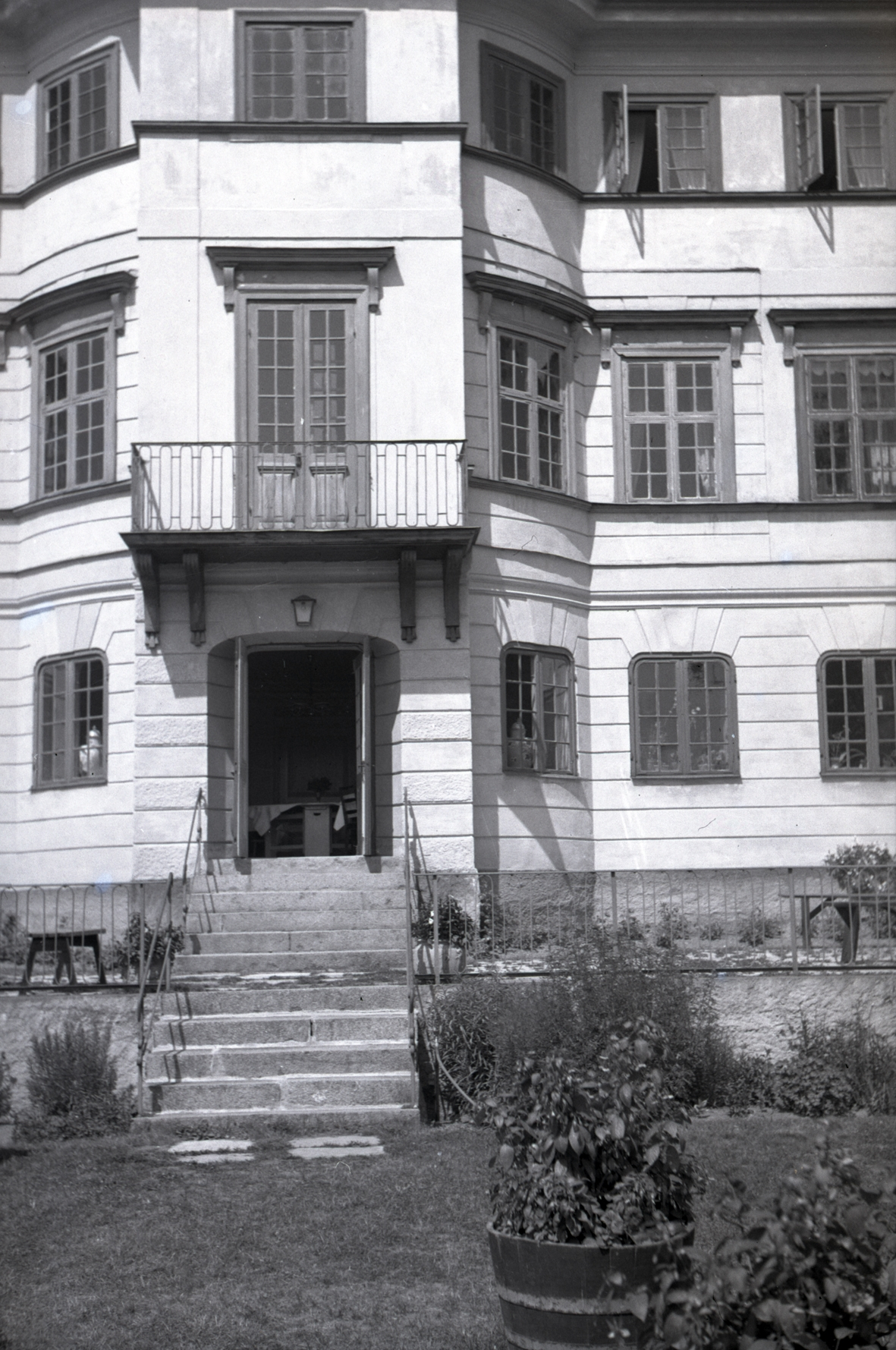
Ingången från parken 1948.
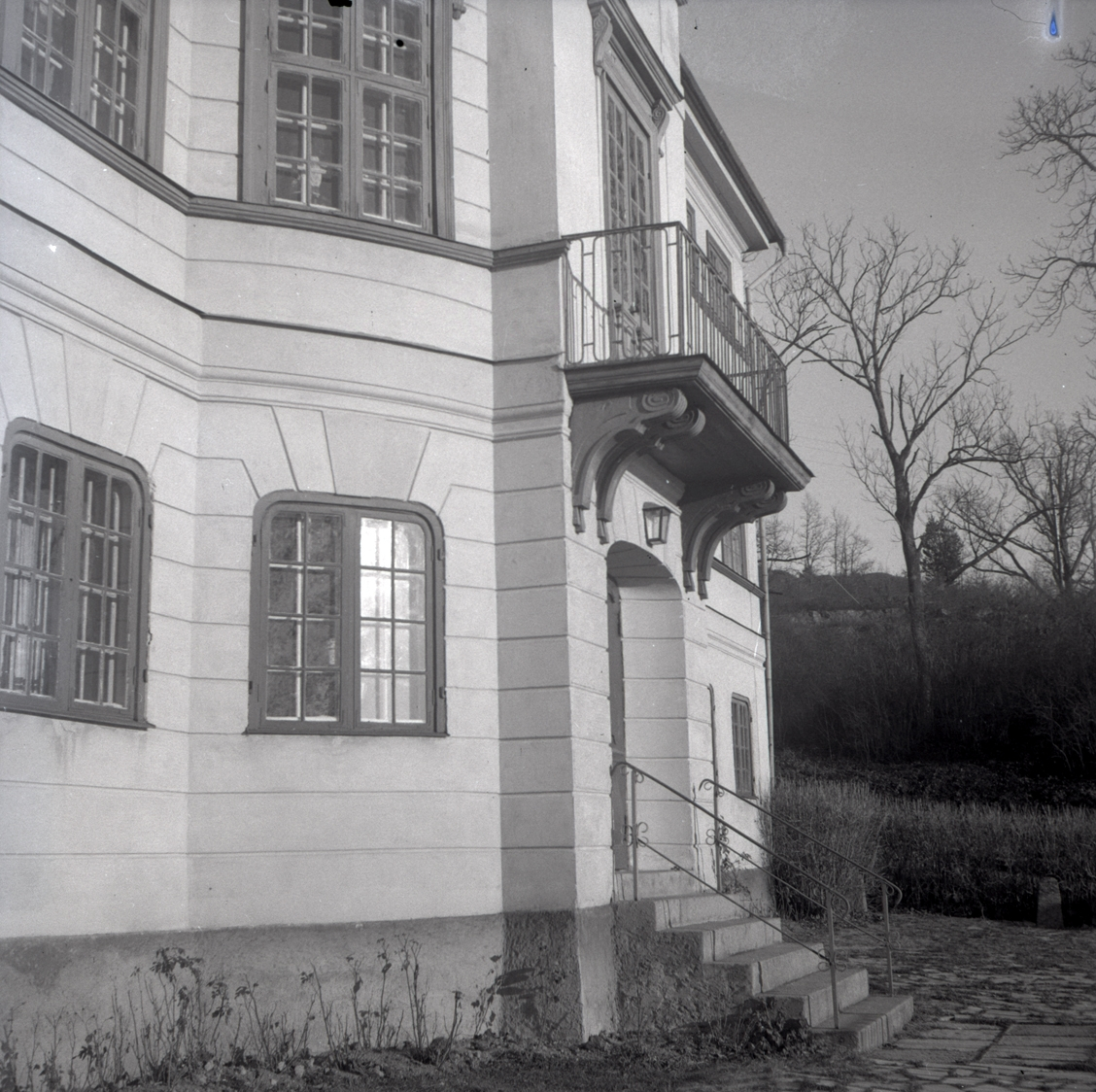
Ingången till Helgerum 1950.
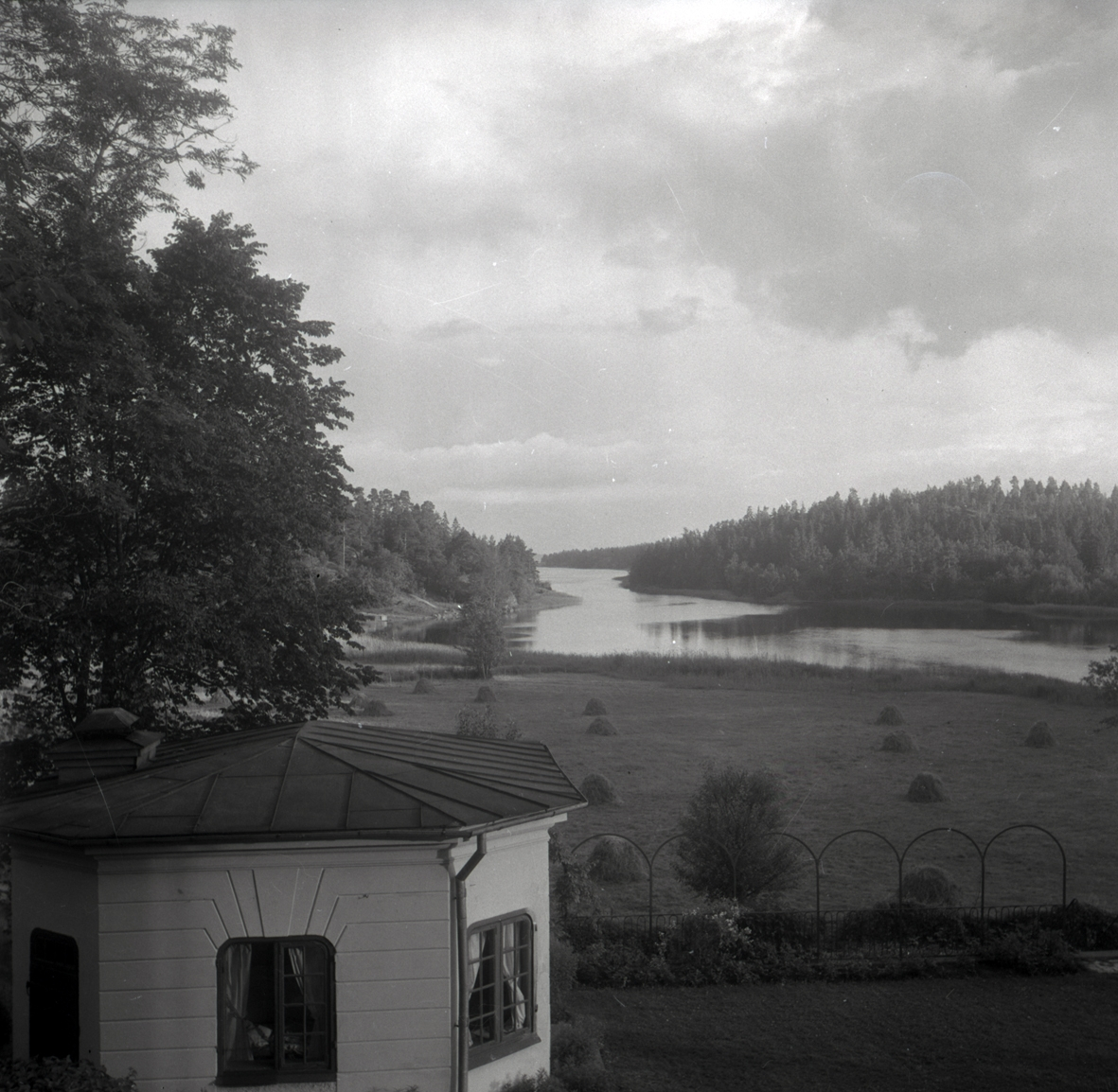
Utsikt från parken mot fjärden 1948.
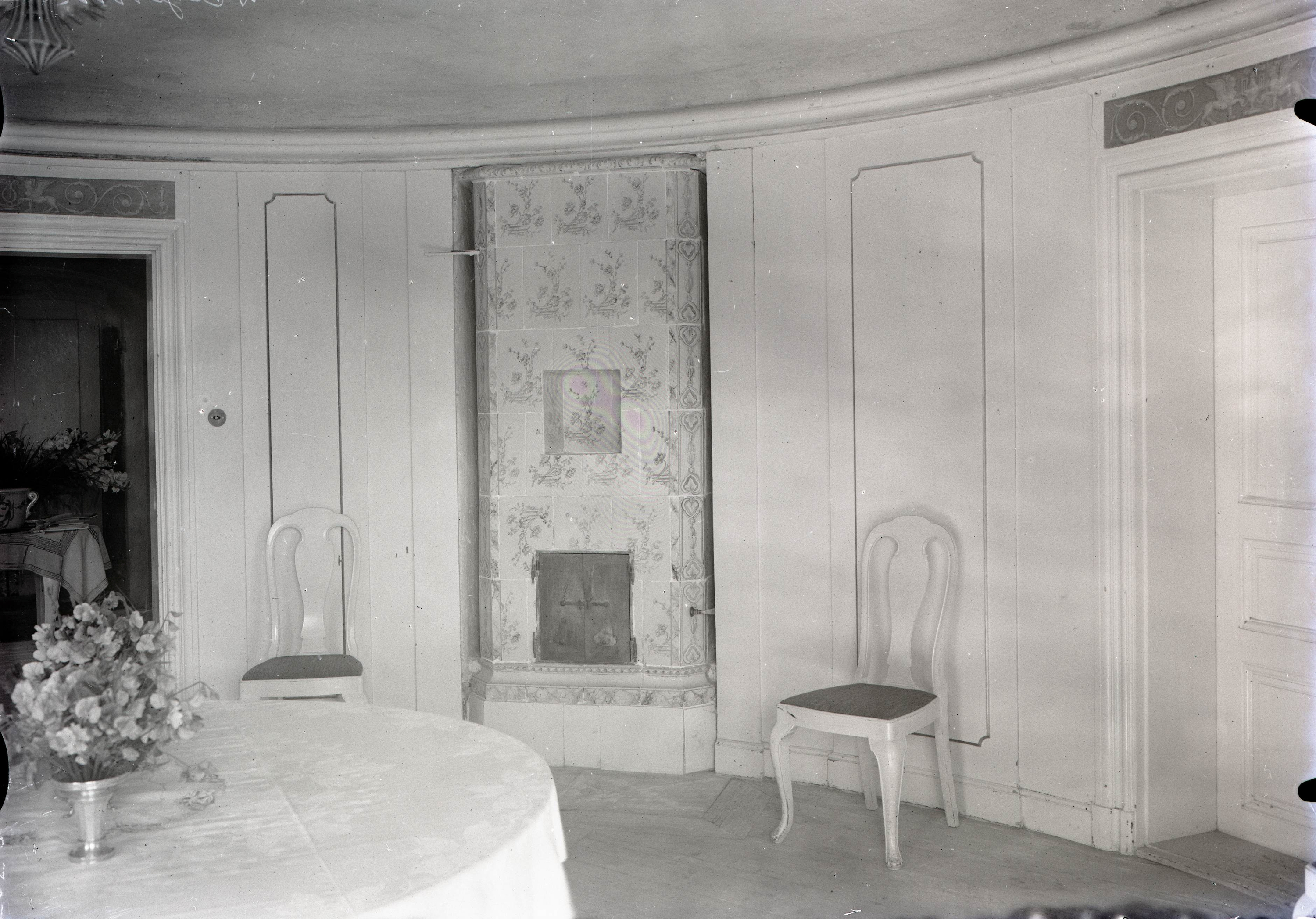
Runda matsalen på Helgerum 1927.